# اوشن‌گیت
اوشن‌گیت (انگلیسی: OceanGate) یک شرکت خصوصی آمریکایی مستقر در اورت، واشینگتن است که زیردریایی‌های خدمه‌ای را برای گردشگری، صنعت، تحقیق و اکتشاف فراهم می‌کند. این شرکت در سال ۲۰۰۹ توسط استاکتون راش و گیرمو سونلاین تأسیس شد.
این شرکت یک کشتی شناور به نام Antipodes خریداری کرد و بعداً خودش دو فروند شناور با نام‌های Cyclops 1 و Titan ساخت. در سال ۲۰۲۱، OceanGate شروع به گرفتن گردشگران پولی در تایتان برای بازدید از لاشه کشتی تایتانیک کرد. از سال ۲۰۲۲، قیمت اعزام مسافر در اوشن‌گیت به کشتی غرق‌شده تایتانیک، ۲۵۰۰۰۰ دلار آمریکا برای هر نفر بود.
در ۱۸ ژوئن ۲۰۲۳، تیتان در حین سفر به محل غرق شدن تایتانیک منفجر شد و هر پنج سرنشین کشتی از جمله استاکتون راش را کشت. یک عملیات جستجو و نجات بین‌المللی آغاز شد و در ۲۲ ژوئن ۲۰۲۳ لاشه زیردریایی در بستر دریا در حدود ۵۰۰ متری (۱۶۰۰ فوت) از محل غرق شدن تایتانیک پیدا شد. این شرکت متعاقباً دفتر Everett خود را برای مدت نامحدودی تعطیل کرد.

## پیشینه
استاکتون راش از کودکی به هوانوردی و سفرهای فضایی علاقه داشت و در ۱۸ سالگی گواهینامه خلبانی تجاری گرفت. در بزرگ‌سالی، علایق او به اکتشاف زیر دریا معطوف شد. راش با سرمایه‌گذاری ارثیه خود در شرکت‌های فناوری ثروت خود را به‌دست آورده بود و تصمیم به خرید یک زیردریایی گرفت. او متوجه شد که نمی‌تواند زیردریایی بخرد، زیرا کمتر از ۱۰۰ زیردریایی خصوصی در سراسر جهان وجود دارد. او در عوض در سال ۲۰۰۶ یک زیردریایی ساخت، یک Kittredge K-350 که نام آن را Suds گذاشت.

تجربه و تحقیقات راش او را به این باور رساند که یک فرصت تجاری برآورده نشده برای گسترش بازار اکتشاف اقیانوس خصوصی کشف کرده‌است. او معتقد بود که این صنعت توسط دو عامل اصلی متوقف شده‌است: شناورها که شهرت غیرقابل توجیهی به‌عنوان وسایل نقلیه خطرناک دارند، به‌دلیل استفاده از آن‌ها به‌عنوان کشتی برای غواصی صنعتی، و مقررات سفت و سخت دولتی که مانع از نوآوری در صنعت می شود.
راش در سال ۲۰۱۹ این دیدگاه قانون ایمنی کشتی‌های مسافربری در سال ۱۹۹۳ را بیان کرد «بی‌نیازی ایمنی مسافر را بر نوآوری تجاری اولویت داد (اصل احتیاطی)»، بر اساس ادعاهای قبلی، از جمله اظهارات در وب‌سایت اوشن‌گیت، که در سال ۲۰۱۱ اشاره کرد که «از سال ۱۹۷۴، هیچ آسیب جدی یا مرگ‌باری در یک شناور مسافری دارای گواهی ABS وجود نداشته است»، و آدرسی در باشگاه کاوش‌گران در سال ۲۰۱۷ ، جایی که او زیردریایی‌ها را «ایمن‌ترین وسایل نقلیه روی کره زمین» نامید. وسایل نقلیه بدون گواهینامه خطرناک‌تر بودند، همان‌طور که حداقل یک مورد مرگ ناشی از یک غوطه‌ور دست‌ساز در سال ۱۹۹۰ نشان داد.

او بعداً یک مطالعه بازاریابی را سفارش داد که به این نتیجه رسید که تقاضای کافی برای گردشگری اقیانوس زیر آب وجود دارد که به نوبه خود از توسعه زیردریایی‌های جدید و عمیق غواصی پشتیبانی می‌کند که سرمایه‌گذاری‌های تجاری سودآور از جمله استخراج منابع و کاهش بلایا را ممکن می‌سازد.

صنعت گردشگری زیر آب در سال ۱۹۸۶ آغاز شد، زمانی که آتلانتیس ادونچرز (در حال حاضر زیردریایی آتلانتیس) شروع به ارائه تورهای شناور در صخره‌های مرجانی در نزدیکی جزیره گرند کیمن کرد. در سال ۲۰۰۳، بیش از دو میلیون مسافر مجموعاً ۱۵۰ میلیون دلار برای سوار شدن به زیر آب در زیردریایی‌ها پرداخت کردند، اگرچه این شناورها معمولاً در اعماق کم کار می‌کردند.

## تاریخچه

### ۲۰۰۹–۲۰۱۳ تأسیس و کسب آنتی پاد
اوشن‌گیت توسط گیرمو سونلاین و استاکتون راش در سیاتل در سال ۲۰۰۹ تأسیس شد. به گفته سونلاین، این شرکت با هدف ایجاد ناوگان کوچکی از زیردریایی‌های تجاری ۵ نفره تأسیس شد که می‌توانند توسط هر سازمان یا گروهی از افراد اجاره شوند.

## شناورها

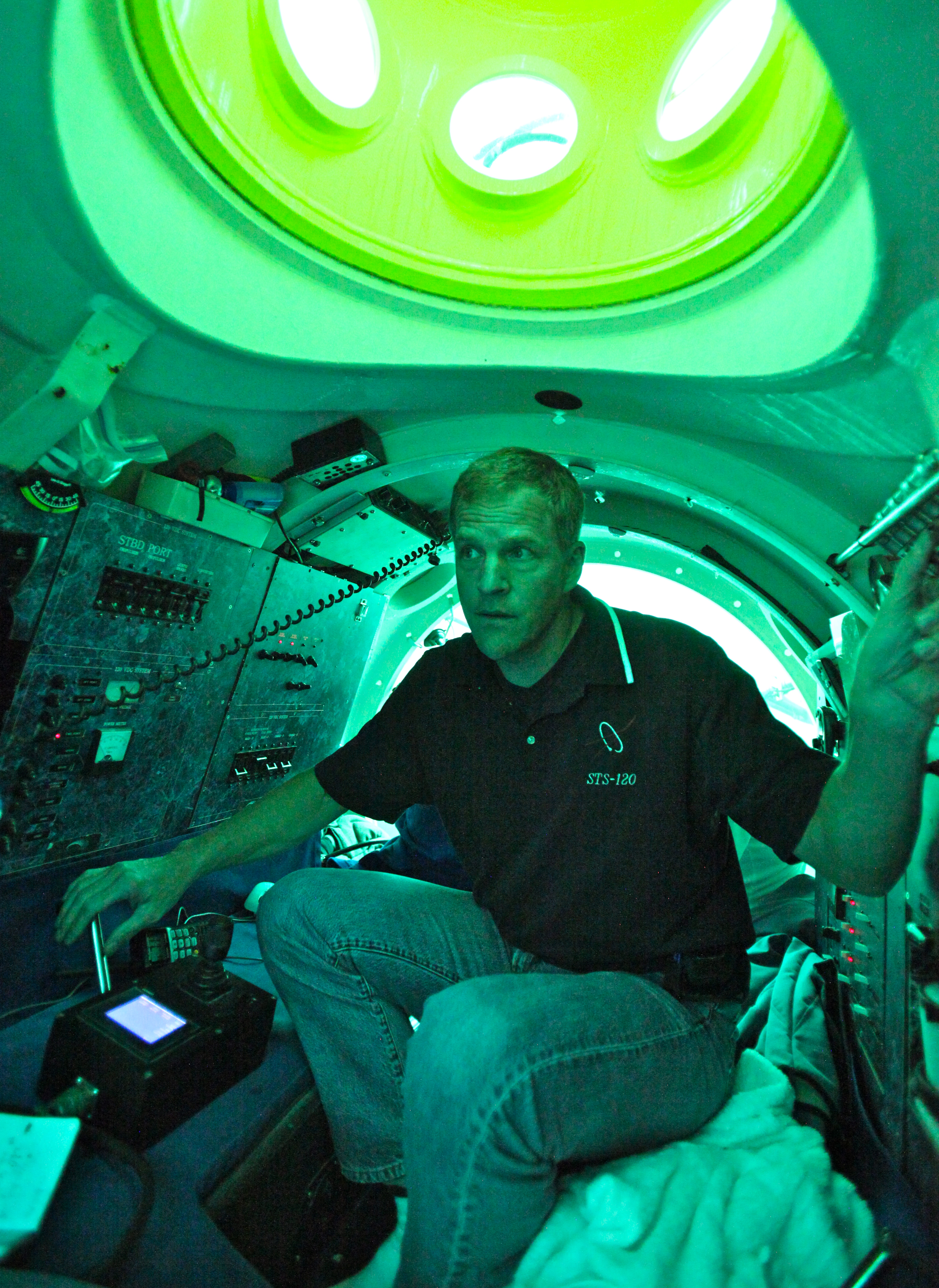
اوشن‌گیت صاحب سه شناور زیردریایی بود.

اوشن‌گیت صاحب سه شناور زیردریایی بود. زیردریایی‌های Cyclops 1 و Titan از یک «سکوی پرتاب و بازیابی» مانند اسکله خشک پرتاب و بازیابی شدند که می‌توان آن را پشت یک کشتی تجاری بکسل کرد.

### آنتی پادز
Antipodes یک شناور با بدنه فولادی است که قادر به رسیدن به عمق ۳۰۰ متر (۱۰۰۰ فوت) است که توسط اوشن‌گیت در سال ۲۰۱۰ خریداری شد. اوشن‌گیت اولین مشتریان پولی خود را در سال ۲۰۱۰ در سواحل جزیره سانتا کاتالینا (کالیفرنیا) حمل کرد. این شناور بعداً برای اکتشاف مرجان‌ها، جمعیت‌های خروس‌ماهی در فلوریدا و یک سکوی نفتی سابق در خلیج مکزیک به اکتشافاتی منعقد شد. تا سال ۲۰۱۳ اوشن‌گیت بیش از ۱۳۰ غواصی با این کشتی انجام داد.

### سیکلوپ ۱
در مارس ۲۰۱۵، اوشن گیت از Cyclops 1 پرده‌برداری کرد، یک شناور با بدنه فولادی ۵ نفره که می‌تواند تا عمق ۵۰۰ متری (۱۶۴۰ فوت) زیر آب شیرجه بزند. طول آن تقریباً ۶٫۷ متر (۲۲ فوت) و عرض آن ۲٫۷ متر (۹ فوت) است و وزن آن حدود ۹۱۰۰ کیلوگرم (۲۰۰۰۰ پوند) است. نام آن از پنجره اکریلیک تقویت‌شده آن الهام گرفته شده‌است. این شناور توسط یک کنترلر بازی بی‌سیم اصلاح‌شده هدایت می‌شود و کشتی تا هشت ساعت عمر باتری دارد. این کشتی برای سفرهای مختلف تجاری و دانشگاهی مورد استفاده قرار گرفته‌است.

اوشن‌گیت،سیکلوپ ۱ را با همکاری آزمایشگاه فیزیک کاربردی دانشگاه واشنگتن ایجاد کرد. بوئینگ با اوشن‌گیت و دانشگاه واشنگتن برای تجزیه و تحلیل طراحی اولیه کار کرد. در طراحی اولیه، بدنه قرار بود از فیبر کربن ساخته شود، اما این ایده به نفع بدنه فولادی کنار گذاشته شد. اوشن‌گیت بدنه فولادی Cyclops 1 را در سال ۲۰۱۳ پس از ۱۲ سال استفاده از آن به‌دست آورد و آن را با یک فضای داخلی جدید، سنسورهای زیر آب و سیستم کنترل خلبان دسته بازی مجهز کرد.

در ژوئن ۲۰۱۶ از Cyclops 1 برای بررسی لاشه SS Andrea Doria در ۷۳ متری (۲۴۰ فوت) زیر سطح استفاده شد. داده‌های نظرسنجی برای ساخت یک مدل کامپیوتری از غرق شده و محیط اطراف آن برای بهبود ناوبری در نظر گرفته شده بود. در سال ۲۰۱۹ از این سفینه برای انتقال محققان به پایین پیوجت ساند برای انجام بررسی‌های زیست‌شناسی دریایی استفاده شد.

### تایتان
تایتان (که تا سال ۲۰۱۸ با نام Cyclops 2 شناخته می‌شد) دومین شناور زیردریایی بود که توسط اوشن گیت طراحی و ساخته شد، اولین شناور خصوصی با حداکثر عمق در نظر گرفته شده ۴۰۰۰ متر (۱۳۰۰۰ فوت). همچنین این اولین شناور با خدمه بود که از بدنه‌ای ساخته‌شده از مواد کامپوزیتی فیبر کربن و تیتانیوم استفاده می‌کرد، زیرا بیش‌تر زیردریایی‌های حامل انسان با یک مخزن تحت فشار تمام فلزی طراحی شده‌اند.

در ۱۸ ژوئن ۲۰۲۳، اوشن‌گیت در طول شیرجه خود در سال ۲۰۲۳ به تایتانیک، ارتباط خود را با تایتان قطع کرد. از دست دادن تماس چندین بار در طول آزمایش‌ها و غواصی های تور قبلی رخ داده بود، بنابراین اوشن‌گیت به مقامات هشدار نداد تا زمانی که زیردریایی برای بازگشت آن به تاخیر افتاده بود. یک عملیات گسترده بین‌المللی جستجو و نجات در ۲۲ ژوئن ۲۰۲۳ زمانی که بقایای تایتان که در یک انفجار فاجعه بار از بین رفته بود، در حدود ۵۰۰ متر (۱۶۰۰ فوت) جلوی کمان تایتانیک کشف شد، به پایان رسید.

## نهادهای مرتبط
در زمان انفجار تایتان اوشن‌گیت سه نهاد مرتبط داشت: مقر اصلی آن در اورت، واشینگتن. یک شرکت تابعه واقع در باهاما به‌نام OceanGate Expeditions. و یک سازمان غیرانتفاعی مستقل به‌نام بنیاد اوشن‌گیت که از دانشمندانی که در مأموریت‌ها شرکت می‌کنند حمایت مالی می‌کند. اسناد ثبت‌شده در ایالت واشینگتن، استاکتون راش را به عنوان خزانه‌دار سازمان غیرانتفاعی و همسرش وندی راش را به‌عنوان مدیر و رئیس‌جمهور فهرست می‌کند.